# Sport Benfica e Castelo Branco
El Sport Benfica e Castelo Branco es un equipo de fútbol de Portugal que juega en el Campeonato de Portugal, la cuarta liga de fútbol más importante del país.

## Historia
Fue fundado el 24 de marzo de 1924 en la ciudad de Castelo Branco y su nombre se debe al popular club portugués SL Benfica, tanto así que su apodo es similar. Nunca han jugado en la Primeira Liga ni tampoco en la Liga de Honra.

## Palmarés
- III Divisão (4): 1959–60, 2000–01, 2003–04, 2011–12
- Primera División de Castelo Branco (9): 1953–54, 1954–55, 1955–56, 1956–57, 1957–58, 1958–59, 1968–69, 1973–74, 1975–76
- AF Castelo Branco Taça de Honra (1): 1979–80
- Taça Doutor Julio Goulão (1): 1979–80

## Jugadores destacados
- Quim Berto[7]
- Alemão
- 🇦🇷 Roberto Marioni